# Подледниково езеро
Подледниковото езеро е езеро под ледник, обикновено ледена шапка. Има много такива езера, като езерото Восток в Антарктика е най-голямото известно. 

## Характеристики
Водата под лед остава течна, тъй като геотермалното нагряване балансира топлинните загуби на ледената повърхност. Налягането води до точката на топене на водата под 0 °C. Таванът на Ледниковото езеро ще бъде на нивото, където точката на топене на водата пресича температурния градиент. В езерото Восток ледът над езерото е много по-дебел от ледовете около него. 
Водата в езерото може да има плаващо ниво много над нивото на земния праг. Всъщност теоретично може да съществува и Ледниково езеро на върха на хълм, при условие, че ледът е толкова тънък, че създава необходимото хидростатично уплътнение. 
Плаващото ниво може да се смята за ниво на вода в дупка, пробита през леда в езерото. Това е еквивалентно на нивото, при което част от леда над него би се подавала, ако това беше обикновен лед. Поради това таванът може да бъде замислен като леден шелф, който е заграден по целия си периметър, което обяснява защо е било наречено уловен лед. Докато се движи над езерото, той влиза в езерото на плаващата линия и напуска езерото в заземителната линия. 
За да съществува езерото, трябва да има хидростатично уплътнение по целия периметър, ако плаващото ниво е по-високо от прага. Хидростатично уплътнение се създава, когато ледът е толкова по-висок около езерото, че еквипотенциалната повърхност се срива в непропусклива повърхност. Водата отдолу на този лед се притиска обратно в езерото чрез хидростатичното уплътнение. Ледената повърхност е десет пъти по-важна от повърхността на леглото при създаването на хидростатично уплътнение. Това означава, че 1 метър увеличение на ледената повърхност на ледовете е толкова ефективно, колкото и 10-метровото покачване на нивото на леглото под него. В езерото Восток леденият ръб е изчислен на 7 метра, а плаващото ниво е около 3 километра над тавана на езерото.

## Антарктида
Руският учен Пьотър Кропоткин първоначално предлага идеята за прясна вода под ледниците на Антарктида в края на 19 век. Той предполага, че огромният натиск, упражняван от кумулативната маса на хиляди вертикални метри лед, може да повиши температурата в най-ниските части на ледения лист до точката, при която ледът ще се стопи. Теорията на Кропоткин е доразвита от руския глациолог И. Зотиков, който написва докторската си дисертация по темата през 1967 г. 
Андрей Капица използва сеизмични сонди в района на станция Восток, направени по време на Съветските антарктически експедиции през 1959 и 1964 г., за да се измери дебелината на ледения лист.
Субатлантическите езера в Антарктика са предложени също и от Осуалд и Робин (1973) и теоретично потвърдени от Осуалд (1975). Те се идентифицират в радио-ехо звуковите данни като непрекъснати и огледални отражатели, които се настояват на повърхността на лед при около х10 от ъгъла на наклона на повърхността, тъй като това е изискване за хидростатична стабилност Най-голямото известно на науката е езерото Восток, а други езера, забележителни с размерите си са Конкордия и Аурора Ла.
Няколко езера са очертани от проучванията на SPRI-NSF-TUD, проведени до средата на 70-те години. Компилация от Зийгерт Ет Ал (2005) съобщава за 145 подледникови езера в Антарктида. 
Грей ет ал. (2005) тълкуват ледовете, които се спускат и се издигат като доказателство за пълнене и изпразване на езера под езерото – наричани „активни“ езера. Уингхам ет ал. (2006) използва данни от радарния алтиметър (ERS-1), за да покаже съвпадащо издигане и потъване: предполага се дренаж между езерата. В скорошно проучване резултатите от това проучване са обобщени, както следва: АйсСат преустанови измерванията през 2007 г. и следните „активни“ се съставят от Шмит ет ал. (2009 г.), които идентифицират 124 такива езера. Общо около 250 – 300 подледникови езера са известни в Антарктида. Сегашното разбирането е, че езерата са взаимосвързани. 
Ролята на подкласните езера върху динамиката на леда е неясна – със сигурност на повърхността на ледниците на ледниците на Гренландия се проявява комплексен начин (например, Цвали ет ал., 2002). „Възстановителните езера“ лежат начело на голям лед и могат да повлияят на динамиката на региона (Бел ет ал., 2007). Скромната (10%) скорост на глетчера Бърд може да е повлияна от подлепващо дренажно събитие (Стреанс ет ал., 2008). Потокът на подледниковата вода е известен в областите надолу по течението, където се знае, че ледовете са мигрират, ускоряват или застават на стогодишни времеви скали и подчертават, че водата на подледниковите езера може да се отделя през заземителната линия на ледения лист (Фрикер и Скамбос 2009).

## Подледникови езера на други планети
Съществуват и доказателства за наличието на подледникови езера на луната на Юпитер Европа. Не всички езера с многогодишен леден покрив могат да се нарекат подледникови, но има и такива, които са покрити с обикновен лед. Критерий за ледников лед е, че той тече. Ледът трябва да е с дебелина около тридесет метра, за да започне да тече, така че е възможно замразените езера да не се превръщат в подледникови езера. 